# Metallaxis
Metallaxis là một chi bướm đêm thuộc họ Geometridae.

## Các loài
Bao gồm các loài:
- Metallaxis semiustus – Swinhoe, 1894